# Kim Kyong-il
Dans ce nom coréen, le nom de famille, Kim, précède le nom personnel.
Kim Kyong-il (coréen : 김경일), né le 11 décembre 1988, est un footballeur international nord-coréen. Il évolue actuellement au Rimyongsu SG dans le championnat national nord-coréen au poste de milieu de terrain. 

## Carrière internationale
Il fait partie des 23 joueurs nord-coréens sélectionnés pour participer à la coupe du monde 2010.